# 格咱河
格咱河，又名冈曲，是位于云南省迪庆藏族自治州香格里拉市的一条河流，是金沙江左岸一级支流。发源于香格里拉市中部，向北流经格咱乡，右纳翁水河后转向南流，汇入金沙江。河长110.8千米，流域面积2704平方千米，落差2252米。有14.8千米为滇川界河。